# Gardeja (gmina)
Gardeja – gmina wiejska w województwie pomorskim, w powiecie kwidzyńskim. W latach 1975–1998 gmina położona była w województwie elbląskim.
W skład gminy wchodzą 24 sołectwa: Bądki, Cygany, Czarne Dolne, Czarne Górne, Czarne Małe (sołectwa: Czarne Małe I i Czarne Małe II), Gardeja (sołectwa: Gardeja, Gardeja II, Gardeja III i Gardeja IV), Jaromierz, Klasztorek, Krzykosy, Morawy, Nowa Wioska, Otłowiec, Otłówko, Otoczyn, Pawłowo, Rozajny, Trumieje, Wandowo, Wracławek, Zebrdowo.
Siedziba gminy to Gardeja.
Według danych z 30 czerwca 2004 gminę zamieszkiwało 8248 osób. Natomiast według danych z 31 grudnia 2017 roku gminę zamieszkiwało 8469 osób.

## Struktura powierzchni
Według danych z roku 2002 gmina Gardeja ma obszar 192,98 km², w tym:
- użytki rolne: 70%
- użytki leśne: 18%

Gmina stanowi 23,12% powierzchni powiatu.

## Demografia

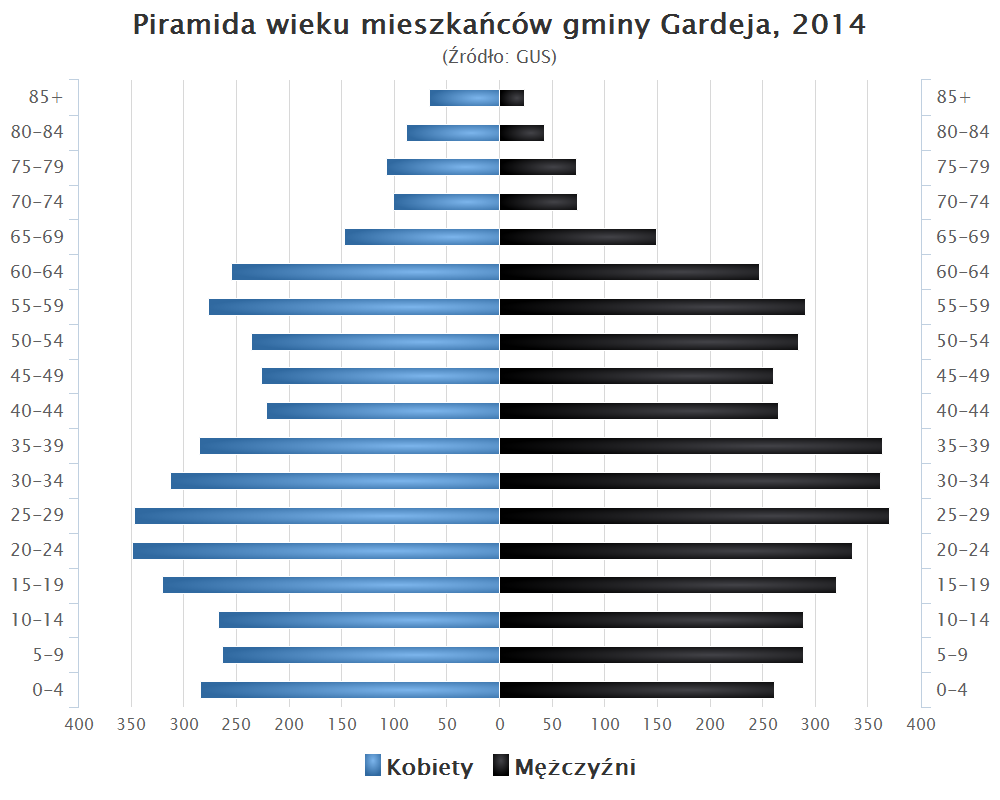
Piramida wieku mieszkańców gminy Gardeja w 2014 roku

Dane z 30 czerwca 2004:
| Opis                              | Ogółem | Ogółem | Kobiety | Kobiety | Mężczyźni | Mężczyźni |
| --------------------------------- | ------ | ------ | ------- | ------- | --------- | --------- |
| jednostka                         | osób   | %      | osób    | %       | osób      | %         |
| populacja                         | 8248   | 100    | 4070    | 49,3    | 4178      | 50,7      |
| gęstość zaludnienia (mieszk./km²) | 42,7   | 42,7   | 21,1    | 21,1    | 21,6      | 21,6      |

## Sąsiednie gminy
Kisielice, Kwidzyn, Kwidzyn, Łasin, Prabuty, Rogóźno, Sadlinki